# OpenRAVE
Отворено виртуелно окружење аутоматизације роботике ОпенРАВЕ пружа окружење за тестирање, развој и примену алгоритама за планирање кретања у стварним апликацијама роботике. Главни фокус је на симулацији и анализи кинематичких и геометријских информација повезаних са планирањем кретања. Самостална природа ОпенРАВЕ-а омогућава му да се лако интегрише у постојеће роботске системе. Пружа мноштво алата за командну линију за рад са роботима и планерима, а језгро времена извођења је довољно мало да се може користити у контролерима и већим оквирима. 

## Технологије

### ИКФаст
Вероватно најутицајнија технологија коју нуди ОпенРАВЕ је алат назван ИКФаст, компајлер кинематике робота Robot Kinematics Compiler. За разлику од већине инверзних решавача кинематике, ИКФаст може аналитички да реши кинематичке једначине било ког сложеног кинематичког ланца и генерише датотеке специфичне за језик (као C++) за каснију употребу. Крајњи резултат су изузетно стабилна решења која могу да буду извршена за 5 микросекунди на новијим процесорима .

### КОЛАДА
ОпенРАВЕ подржава формат датотеке КОЛАДА 1.5 за специфицирање робота и додаје свој сет екстензија специфичних за робота. Додаци робота укључују: 
- манипулатори
- сензори
- параметри специфични за планирање

### Планирање покрета
Срж ОпенРАВЕ дизајна фокусира се на нуђење интерфејса и имплементацију алгоритама за планирање кретања. Већина имплементација алгоритма за планирање је за роботске руке и користи узорковање за истраживање простора за конфигурацију задатака. 

## Апликације
Важна циљна примена је аутоматизација индустријске роботике. Главни фокус ОпенРАВЕ-а је повећати поузданост система за планирање покрета како би интеграција била лака. 

## Историја
ОпенРАВЕ је основао Росен Дианков у Технолошком центру за квалитет живота у Институту за роботику Универзитета Карнеги Мелон. Пројекат ОпенРАВЕ покренут је 2006. године и започео је као као комплетан препис РАВЕ-а за подршку додацима. Брзо се Росен Дианков преусмерио у сопствени концепт архитектуре и почели су да га подржавају многи истраживачи роботике широм света. Након што је докторирао на Институту за роботику у августу 2010. године, Росен Дианков је почео да се бави постдокторским истраживањима у JSK Robotics Lab на Универзитету у Токију, где се тренутно одржава ОпенРАВЕ. 
Росен Дианков је и даље активни одржавач ОпенРАВЕ-а.